# ジュゼッペ・ドルドーニ
ジュゼッペ・ドルドーニ（Giuseppe ("Pino") Dordoni、1926年6月28日 - 1998年10月24日）は、イタリアの陸上競技選手。1952年ヘルシンキオリンピックの男子50km競歩金メダリストである。エミリア＝ロマーニャ州ピアチェンツァ出身。

## 経歴
ドルドーニは、1948年、第二次世界大戦後初めて開催されたロンドンオリンピックの10km競歩に出場。トラックで行われたこのレースで、9位という成績を残す。2年後の1950年には、初めてのメジャータイトルであるヨーロッパ選手権の50km競歩を制した。
1952年、2度目のオリンピックとなるヘルシンキオリンピックに出場。50km競歩で、4時間28分08秒のオリンピック新記録で、2位のチェコスロバキアのヨゼフ・ドレジャルらを抑え金メダルを獲得した。
1956年、3回連続のオリンピックとなるメルボルンオリンピックは20km競歩に出場したが、トップから3分半あまり遅れてゴール。9位に終わった。
ドルドーニは、最後のオリンピックとなった1960年ローマオリンピックでは再び50km競歩に出場。しかし7位に終わり入賞を逃した。

## 主な実績
| 年   | 大会                 | 場所                       | 種目     | 結果 | 記録           |
| ---- | -------------------- | -------------------------- | -------- | ---- | -------------- |
| 1948 | オリンピック         | ロンドン(イギリス)         | 10km競歩 | 8位  | -              |
| 1950 | ヨーロッパ陸上選手権 | ブリュッセル(ベルギー)     | 50km競歩 | 1位  | 4時間40分43秒  |
| 1952 | オリンピック         | ヘルシンキ(フィンランド)   | 50km競歩 | 1位  | 4時間28分08秒  |
| 1956 | オリンピック         | メルボルン(オーストラリア) | 20km競歩 | 9位  | 1時間35分00秒4 |
| 1960 | オリンピック         | ローマ(イタリア)           | 50km競歩 | 7位  | 4時間33分27秒2 |